# Marek Leśniak (prawnik)
Marek Leśniak – polski prawnik, doktor habilitowany nauk prawnych, nauczyciel akademicki Uniwersytetu Śląskiego i innych uczelni, specjalista w zakresie kryminalistyki.

## Życiorys
W 1999 na podstawie napisanej pod kierunkiem Tadeusza Widły rozprawy pt. Wartość dowodowa ekspertyzy poligraficznej otrzymał na Wydziale Prawa i Administracji Uniwersytetu Śląskiego stopień naukowy doktora nauk prawnych w zakresie prawa, specjalność: kryminalistyka. Tam też na podstawie dorobku naukowego oraz rozprawy naukowej uzyskał w 2013 stopień doktora habilitowanego nauk prawnych w zakresie prawa.
Był adiunktem w Katedrze Metodologii Badań Prawno-Administracyjnych Wydziału Prawa i Administracji Uniwersytetu Opolskiego. Został adiunktem w Katedrze Kryminalistyki Wydziału Prawa i Administracji Uniwersytetu Śląskiego oraz profesorem nadzwyczajnym SWPS Uniwersytetu Humanistycznospołecznego w Warszawie Wydział Zamiejscowy w Katowicach.
Został członkiem Zarządu Głównego Polskiego Towarzystwa Kryminalistycznego.